# اچ‌ام‌اس ئی۲۶
اچ‌ام‌اس ئی۲۶ (به انگلیسی: HMS E26) یک زیردریایی بود که طول آن ۱۸۱ فوت (۵۵ متر) بود. این زیردریایی در سال ۱۹۱۵ ساخته شد.